# Chécy
Chécy település Franciaországban, Loiret megyében. Lakosainak száma 8948 fő (2022. január 1.). Chécy Boigny-sur-Bionne, Bou, Combleux, Mardié, Saint-Denis-en-Val, Saint-Jean-de-Braye és Sandillon községekkel határos.

## Népesség
A település népességének változása:
| Lakosok száma | 2283 | 6299 | 7177 | 7863 | 8756 | 8791 | 8667 | 8652 | 8699 | 8948 |
|               | 1968 | 1982 | 1990 | 2006 | 2013 | 2015 | 2017 | 2019 | 2020 | 2022 |